# Emmotum floribundum
Emmotum floribundum är en tvåhjärtbladig växtart som beskrevs av Howard. Emmotum floribundum ingår i släktet Emmotum och familjen Icacinaceae. Inga underarter finns listade i Catalogue of Life.